# طقسوس برقوقي
الطقسوس البرقوقي أو السًُمَيْلَق (الاسم العلمي: Cephalotaxus) هو جنس من النباتات يتبع الفصيلة الطقسوسية من رتبة السرويات. تم وصف هذا الجنس من النبات علمياً لأول مرة من قبل ستفان فريدرش إندليشر ومن ثم فيليب فرانز فون سيبولد وجوزف غيرهارد زوكاريني سنة 1842.

## أنواع الطقسوس البرقوقي
- طقسوس برقوقي فورتيوني
- طقسوس برقوقي هيناني
- طقسوس برقوقي هارنغتوني
- طقسوس برقوقي سناني
- طقسوس برقوقي عريض الأوراق
- طقسوس برقوقي ماني
- طقسوس برقوقي أوليفري
- طقسوس برقوقي صيني
- طقسوس برقوقي خيطي الشكل